# Georg Sebastian Urlaub

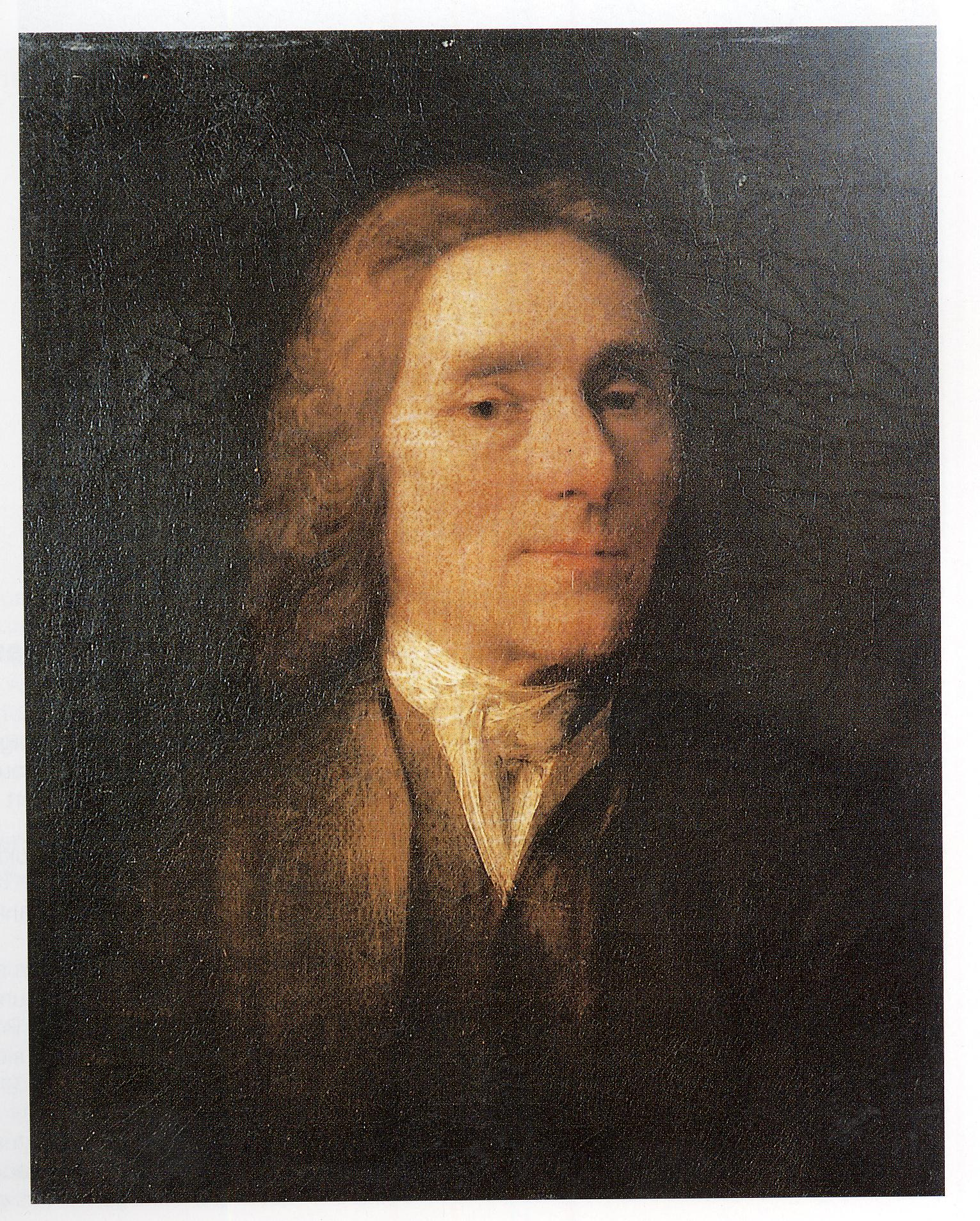
Porträt Georg Sebastian Urlaub, um 1737, gemalt von seinem Sohn Georg Anton, Öl auf Leinwand, doubliert

Georg Sebastian Urlaub (* 9. Mai 1685 in Thüngersheim; † 20. Mai 1763 ebenda) war ein fränkischer Barockmaler.

## Leben

### Jugend und Ausbildung (bis 1719)

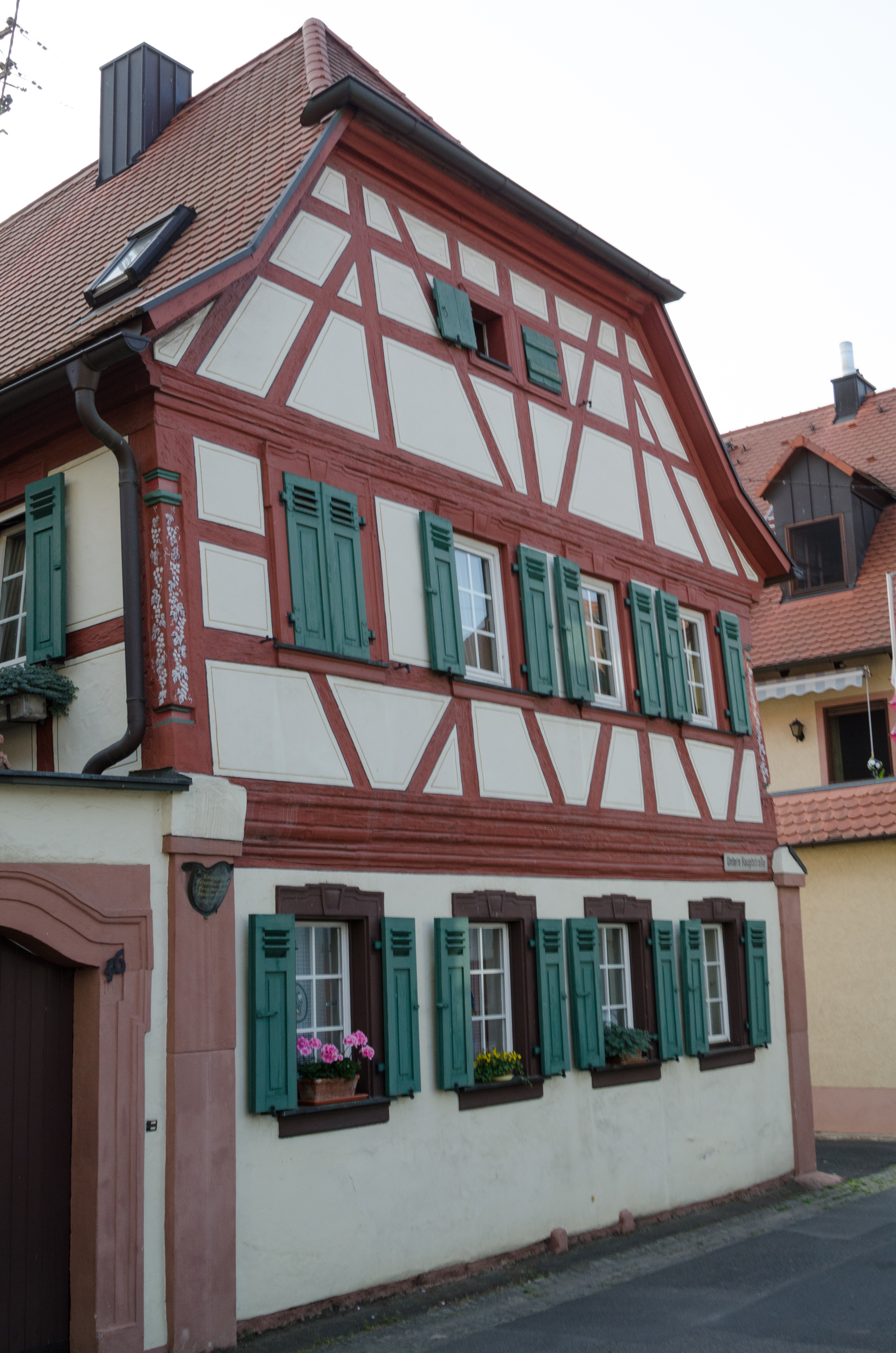
Das Wohnhaus des Georg Sebastian in Thüngersheim

Georg Sebastian Urlaub wurde am 9. Mai 1685 im unterfränkischen Thüngersheim geboren. Seine Familie waren angesehene Bürger der Stadt. Der Großvater Johannes Urlaub (* 1593) war bereits als Ratsherr im Stadtrat der Gemeinde gesessen, ihm folgte Georg Sebastians Vater, Aegidius Urlaub, genannt Gilg (1621–1696), nach. Der Vater, ein allerdings nur handwerklicher Maler, war zweimal verheiratet, Georg Sebastian entstammte der zweiten Ehe mit Maria.
Über die Jugend des späteren Malers schweigen die Quellen weitgehend. Georg Sebastian ging wohl bereits ab 1697, mit zwölf Jahren, in die Lehre, um das Malerhandwerk zu erlernen. Der Meister bei dem Georg Sebastian lernte, findet allerdings keine Erwähnung. Die Lehre war um 1701 abgeschlossen und Georg Sebastian begab sich auf Wanderschaft. Zwischen 1709 und 1710 absolvierte Urlaub seine Meisterprüfung und kehrte nach Thüngersheim zurück.
Im Jahr 1711 heiratete Georg Sebastian Anna Maria Feser, die, wie er, aus Thüngersheim stammte. Der angehende Maler errichtete auch ein Haus in Thüngersheim, welches noch heute in der Unteren Hauptstraße 46 zu finden ist. Im Jahr 1713 kam Georg Anton als erstes Kind des Paares zur Welt. Er sollte in die Fußstapfen seines Vaters treten. Insgesamt gebar Anna Maria neun Kinder, von denen drei Söhne, neben Georg Anton noch Georg Christian und Johann Georg, Kunstmaler werden sollten.
Da über die Ausbildung des Georg Sebastian Urlaub keinerlei Überlieferungen vorliegen, werden unterschiedliche Meister als Ausbilder genannt. Vielleicht lernte Urlaub bei Sebastian Reinhard in Bamberg die Kunstmalerei kennen, oder ging bei Oswald Onghers in die Lehre. Auf das Jahr 1714 datieren erste, künstlerische Werke Urlaubs. Er fertigte für die Klosterkirche in Schönau zwei Ölbilder eines Christuszyklus.

### In Bamberg und Würzburg (bis 1763)
In der Folgezeit verlagerte Urlaub seinen Schwerpunkt jedoch vom Hochstift Würzburg in das angrenzende Hochstift Bamberg. Erstmals urkundlich ist er hier 1719 nachweisbar. Urlaub arbeitete in der Forchheimer Stadtkirche St. Martin und fertigte um 1720 für die Dorfkirche in Dörfleins bei Hallstadt ein Altarblatt. Während der Bamberger Zeit arbeitete Urlaub eng mit anderen Handwerkern zusammen. Johann Dientzenhofer, Leonhard Gollwitzer, Johann Sebastian Degler, Franz Anton Schlott und Johann Jakob Vogel zählten zu seinen Kollegen.
Den Höhepunkt seines Schaffens erreichte Urlaub in den zwanziger Jahren des 18. Jahrhunderts. Er gestaltete die Pfarrkirche von Dormitz aus und half eventuell sogar bei der Ausmalung von Schloss Weißenstein in Pommersfelden mit. Ab 1725 kehrte Georg Sebastian allerdings in den Würzburger Raum zurück und empfahl sich hier mit einer Arbeit in der Pfarrkirche seiner Heimatstadt Thüngersheim. 1725 erhielt er wiederum einen Auftrag aus dem Franziskanerkloster Schönau.
Die Franziskaner empfahlen den Maler und Urlaub durfte auch die Niederlassung in Würzburg beliefern. Im Jahr 1743 war Urlaub, zusammen mit zwei seiner Söhne, an der Ausmalung des Spiegelkabinetts der Würzburger Residenz beteiligt. Diesem zweiten Höhepunkt folgte eine fast zehnjährige Schaffenspause. Eventuell erlebte der Maler Georg Sebastian eine persönliche Schaffenskrise oder die große Konkurrenz in Würzburg führte zu einem Einbrechen der Aufträge.
Im Jahr 1755 ist Urlaub wiederum im Kloster Schönau nachgewiesen. Im Jahr 1758 starb seine Ehefrau, ein Jahr später, 1759, trug der Maler seinen ältesten Sohn Georg Anton zu Grabe. Noch im selben Jahr heiratete Urlaub erneut, diesmal die Thüngersheimerin Anna Apollonia Treutlein. Am 20. Mai 1763 starb Georg Sebastian Urlaub im Alter von vierundsiebzig Jahren und wurde in seiner Geburtsstadt beigesetzt.

## Werke (Auswahl)

### Gesicherte Werke
| Ort                        | Jahr            | Werk | Anmerkungen |
| -------------------------- | --------------- | --- | --- |
| Arnstein (Unterfranken)    | 1726            | Pfarrkirche St. Nikolaus: Orgelbrüstung, „Vierzehn Nothelfer mit Maria, Joseph und dem Christuskind“, 17 Tafeln, Öl auf Holz; Deckenfresko Chor, „Abendmahl“; Sechs Deckenfresken (nicht mehr vorhanden) | Orgelbrüstung 1907 von Eulogius Böhler restauriert; Deckenfresko 1907, 1931 und nach dem Zweiten Weltkrieg von Eulogius Böhler restauriert; Deckenfresken von Böhler 1908 übermalt |
| Bamberg                    | um 1720         | St. Getreu: Altarblatt 4. südliche Kapelle, „Hl. Otto, umgeben von den Hll. Heinrich, Kunigunde, Benedikt und Scholastika“, Öl auf Leinwand | Anregung wohl im Karmeliterkloster Bamberg, gemalt von Oswald Onghers |
| Dörfleins                  | um 1720         | Filialkirche St. Ursula: Seitenaltarblatt, „Hl. Christophorus mit den vierzehn Nothelfern“, Öl auf Leinwand | Unsicher ob aus der Michaelskirche in Bamberg hierher oder bereits für die Kirche angefertigt                                                                                      |
| Dormitz                    | 1723/1724       | Pfarrkirche Mariae Verkündigung: Fresken; Deckenfresko Chor, „Die vier Evangelisten“; Chorschluss, „Lamm mit der Todeswunde ans Kreuz gebunden“, „Kelch und Meßbuch“, „Brot und Weinkanne auf einem Altar“, „Altar mit Opfertier“; Linke Chorwand, „Anbetung der Hll. Drei Könige“, „Vermählung Josephs und Mariens“; Rechte Chorwand, „Anbetung der Hirten“, Langhausdecke, sieben Fresken „Leben Mariens“, zwei alttestamentliche Darstellungen; Hohlkehle des Langhauses, 15 Darstellungen der Tugendschaft Mariens; Über Orgelempore, zwei Rechteckfelder mit Inschriften | Stuckierung von Johann Jakob Vogel |
| Euerbach                   | 1745            | Pfarrkirche St. Michael: Beide Öl auf Leinwand; Linkes Seitenaltarblatt, „Taufe Jesu durch Johannes den Täufer“; Rechtes Seitenaltarblatt, „Die Muttergottes erscheint dem Hl. Antonius von Padua“ | Aufstellungsdatum: 10. Februar 1745 |
| Forchheim                  | 1719            | Pfarrkirche St. Martin: Deckenfresken Mittelschiff, sechs Szenen aus dem Leben des Hl. Martin (nicht mehr vorhanden) | 1895 beseitigt |
| Gaukönigshofen             | 1729            | Pfarrkirche St. Jakobus: Chorfresken (nicht mehr vorhanden) | 1777 durch Fresken des Andreas Urlaub ersetzt |
| Höchberg                   | 1734            | Pfarrkirche Mariae Geburt: Linkes Seitenaltarblatt, „Beweinung Christi“, Öl auf Leinwand | |
| Marktheidenfeld            | 1737            | Pfarrkirche St. Laurentius: Hochaltarblatt, „Marter des Hl. Laurentius“, Öl auf Leinwand; Zwei Gemälde (nicht mehr vorhanden); Fahnenblatt (nicht mehr vorhanden) | Anregung Hochaltarblatt wohl in St. Peter, Würzburg, gemalt von Anton Clemens Lünenschloß; ob die anderen Werke ausgeführt wurden, unklar                                          |
| Retzstadt                  | 1727/1728       | Pfarrkirche St. Andreas: Stuck Deckengemälde, „Hl. Andreas“, „Die vier Evangelisten“; Rechtes Seitenaltarblatt, „Hl. Sebastian“, Öl auf Leinwand; Linkes Seitenaltarblatt, „Mariae Verkündigung“, Öl auf Leinwand; Hochaltarblatt „Hl. Andreas“ (nicht mehr vorhanden) | |
| Schönau (Gemünden am Main) | 1714–1755       | Klosterkirche Mariae Empfängnis: Gemälde, mehrere Szenen aus dem Leben Jesu, Öl auf Leinwand, 1714; Chorgestühl im Sommerchor, Brustbilder von Heiligen und Männern des Franziskanerordens, Öl auf Holz, 1725; Sommerchor, Linkes Seitenaltarblatt, „Glorie der Hl. Ottilie“; Sommerchor, Rechtes Seitenaltarblatt, „Martyrium der Hl. Apollonia“, Öl auf Leinwand, 1735; Gemälde über Altar, „Hl. Dreifaltigkeit“, Öl auf Leinwand; Kreuzwegstationen, 12 Bilder, Öl auf Leinwand, 1755                                                                                      | Langhausgemälde teilweise von anderen Künstlern (u. a. Hofmaler Gravet, Georg Franz Mika); Kreuzwegstationen Domenico Tiepolo entlehnt                                             |
| Thüngersheim               | 1725            | Pfarrkirche St. Michael: Bilder der Orgelempore, „Christus mit zwölf Aposteln“, Öl auf Holz | |
| Volkach                    | 1733, 1739      | Pfarrkirche St. Bartholomäus und St. Georg: Hochaltarblatt, „Mariae Himmelfahrt“, Öl auf Leinwand, 1733; Sebastiansaltar, „Die Anbetung der Hll. Drei Könige“, Öl auf Leinwand, 1739 (nicht mehr vorhanden) | Altarblatt 1853 durch Kopie von Peter Geist ersetzt |
| Würzburg                   | 1728, 1733/1734 | Klosterkirche Franziskaner-Minoriten: Gemälde, „Abendmahl“, Öl auf Leinwand, 1728; Darstellungen aus dem Leben des Hl. Valentinus, Öl auf Leinwand, 1733/1734 (nicht mehr vorhanden) | Valentinuszyklus wohl 1945 verbrannt |
| Würzburg                   | 1743            | Residenz: Spiegelkabinett, Hinterglasmalereien | Zusammen mit Johann Thalhofer, Anton Joseph Högler, Georg Anton Urlaub, Georg Christian Urlaub                                                                                     |
| Würzburg                   | Mitte 18. Jh.   | Privatbesitz: Tondo mit einer männlichen Allegorie, Öl auf Leinwand | |

### Zugeschriebene Werke
| Ort                        | Jahr             | Werk | Anmerkungen                                                                                    |
| -------------------------- | ---------------- | --- | ---------------------------------------------------------------------------------------------- |
| Burgellern                 | um 1725          | Pfarrkirche St. Magdalena und St. Katharina: Hochaltarblatt, „Unbefleckte Empfängnis Mariens“, Öl auf Leinwand                                                                  | große malerische Ähnlichkeiten zu gleichzeitig entstandenen Werken Urlaubs                     |
| Kirchschletten             | erste H. 18. Jh. | Pfarrkirche St. Johannes der Täufer: Hochaltarblatt, „Heilige Familie“, Öl auf Leinwand; Linkes Seitenaltarblatt, „Maria mit Kind“, Öl auf Leinwand                             | motivische Ähnlichkeiten zu anderen Blättern Urlaubs                                           |
| Schirnaidel                | 1727, 1729       | Filialkirche St. Johannis Baptista: Linkes Seitenaltarblatt, „Maria mit Kind“, Öl auf Leinwand, 1727; Rechtes Seitenaltarblatt, „Hl. Katharina“, Öl auf Leinwand, 1729          | Zuschreibung nicht gesichert                                                                   |
| Schönau (Gemünden am Main) | 1709–1713        | Franziskanerkloster Mariae Empfängnis: Rückwände Chorgestühl, „Apostelbilder“, Öl auf Leinwand, nach 1709                                                                       |                                                                                                |
| Würzburg                   | 1711–1713        | Franziskanerkloster Würzburg: Gemälde, vier Szenen aus dem Leben des Heilands, Öl auf Leinwand; Sprechzimmer, „Geißelung“, „Auferstehung“, „Himmelfahrt“ (nicht mehr vorhanden) | wohl nach dem Zweiten Weltkrieg aus dem Franziskanerkloster in Schönau; Gemälde 1945 verbrannt |
| Zeil am Main               | um 1730          | Pfarrkirche St. Michael: Linkes Seitenaltarblatt, „Unbefleckte Empfängnis Mariens“, Öl auf Leinwand; Rechtes Seitenaltarblatt, „Joseph mit dem Jesusknaben“, Öl auf Leinwand    |                                                                                                |